# Maxime Bouet
Maxime Bouet (ur. 3 listopada 1986 w Belley) – francuski kolarz szosowy, a wcześniej torowy, zawodnik profesjonalnej grupy Etixx-Quick Step.

## Najważniejsze osiągnięcia

### kolarstwo torowe
2004
- 1. miejsce w mistrzostwach Francji juniorów (wyścig ind. na dochodzenie)

### kolarstwo szosowe
2008
- 1. miejsce na 1. etapie Tour de Normandie

2009
- 2. miejsce w Trois jours de Vaucluse
  - 1. miejsce na 1. etapie
- 1. miejsce w Volta ao Alentejo
  - 1. miejsce na 1. etapie
- 1. miejsce w Boucles de l’Aulne

2010
- 1. miejsce na 3. etapie Tour de l’Ain

2011
- 3. miejsce w Tour de Vendée

2013
- 3. miejsce w Giro del Trentino
  - 1. miejsce na 1a etapie